# Bulbophyllum ankaizinense
Bulbophyllum ankaizinense é uma espécie de orquídea (família Orchidaceae) pertencente ao gênero Bulbophyllum. Foi descrita por Henri Lucien Jumelle, Joseph Marie Henry Alfred Perrier de la Bâthie e Rudolf Schlechter em 1924.